# Альварес Санна, Беатрис
Беатрис Альварес Санна (род. 17 сентября 1968, Мальдонадо) — уругвайский химик и профессор биохимии факультета наук Республиканского университета Уругвая. Она занимается исследованиями в области окислительно-восстановительной биохимии и энзимологии. В 2013 году стала лауреатом Премии L’Oréal-ЮНЕСКО для женщин в науке.

## Карьера
Альварес Санна получила степень бакалавра химии в 1991 году. В 1993 году она получила степень магистра химии, защитив диссертацию по бактериальному метаболизму. В 1999 году получила докторскую степень по химии в Университете Республики. Её диссертация была посвящена биохимии пероксинитрита.
Альварес Санна работает доцентом в лаборатории энзимологии факультета естественных наук Республиканского университета.
Её основные интересы — окислительно-восстановительная биохимия, кинетика и энзимология. Развивает направления исследований биологических тиолов и сероводорода. Входит в редакционный комитет Journal of Biological Chemistry.
В 2013 году Альварес Санна получила Национальную премию L’Oréal-ЮНЕСКО. Её проект по биохимии сероводорода посвящен этому соединению и его возможной модуляции для фармакологического производства и применения, что может стать новой альтернативой для лечения широкого спектра заболеваний, включая гипертонию, атеросклероз, диабет и воспаление.
Она исследовательница в PEDECIBA (Programa de Desarrollo de las Ciencias Básicas) и член второго уровня Национальной системы расследований (SNI).
Соавтор более 40 публикаций в рецензируемых международных журналах.